# Rhaphidorrhynchium
Rhaphidorrhynchium là một chi rêu trong họ Sematophyllaceae.